# Château de Pizay
Le château de Pizay est une ancienne maison forte, fondé à la fin du XIVe siècle, qui se dresse, près d'un logis Renaissance, sur la commune de Belleville-en-Beaujolais dans la commune déléguée de Saint-Jean-d'Ardières au nord est du département du Rhône en région Auvergne-Rhône-Alpes. Le château, situé dans le Beaujolais, figure parmi les plus anciens fiefs de la région.
Le château fait l’objet d’une inscription partielle au titre des monuments historiques par arrêté du 5 septembre 1972. Seuls les façades et toitures du donjon, de la tour ronde et de l'aile Henri III ainsi que l'escalier du donjon sont inscrits.

## Situation
Le château de Pizay est situé dans le département français du Rhône sur la commune de Saint-Jean-d'Ardières, à 2,5 kilomètres à l'ouest du bourg.

## Histoire
Six familles ont occupé et possédé successivement le château de Pizay : 
- les Marchamp sont attestés dès 1070 en la personne de Gosmard de Pizay, qui a pris le nom de la terre. En 1374, Henri de Pizeys ou Pizay en est le seigneur, dans la mouvance des sieurs de Beaujeu ;
- en 1420, à l'occasion du mariage d'Eléonore de Pizay, fille d'Henri, et de Jean de Nanton, le château passe à la famille des Nanton ;
- en 1570, par le mariage de Claudine de Nanton avec Philibert de Sainte Colombe, le château est passé à la famille des Sainte Colombe qui prend le nom de Sainte Colombe Nanton ;
- en 1722 François II Sabot, d'une famille marchande et consulaire de Lyon, achète le château à Claude de Sainte Colombe Nanton ;
- la troisième épouse du fils de François II Sabot lègue le château à son petit neveu, Jean-Marie Sarrazin en 1831 ;
- en 1883, à la mort de Jean-Marie Sarrazin, la propriété revient à Jean-Marie Berthet ;
- en 1916, les fils de Jean-Marie Berthet le vendent à Alfred Pépin de Bonnerive.

Alfred Pépin Fontaine de Bonnerive et son fils unique décèdent lors de la Seconde Guerre mondiale. Andrée Chancel, veuve d'Alfred Pépin Fontaine de Bonnerive, hérite du domaine et le cède dans des conditions inconnues à Claude Gaidon. Claude Gaidon cède la société des domaines de Pizay et Morgon à la société de vins et spiritueux Seagram's, elle-même rachetée par la Société d’Aménagement Foncier et d’Établissement Rural (SAFER) de Rhône et Loire.
En 1981, la propriété est vendue au groupe d’assurances Mutasudest, devenu Groupama. Depuis 1981, la propriété appartient donc à la Société Civile d'Exploitation du Château de Pizay, filiale de la caisse régionale d'assurances agricoles Groupama Rhône-Alpes Auvergne, qui l'a aménagée en hôtel de luxe avec restaurant gastronomique et salles de séminaires.

## Description
Il subsiste de la maison forte médiévale : la Tour Tanay, « donjon » carré muni de quatre échauguettes d'angle édifiée vers 1030, une tour d'escalier circulaire et l'enceinte construite vers 1070, le tout près d'un logis Renaissance et d'une chapelle XIXe siècle.
Le jardin
En 1692 André Le Nôtre aurait donné au château son jardin à la française en installant 32 topiaires d'ifs sur l'échiquier du jardin. Subsistent de ce dessin aujourd'hui 8 ifs taillés en plateaux qui forment une marelle étoilée avec bassin central, quelques galeries de charmes et cabinets de verdures.
Le domaine viticole
Le Domaine du Château de Pizay exploite 75 hectares de vignes plantées dans plusieurs appellations : 26 hectares de Beaujolais rouge, 19 de Morgon, 18 de Brouilly Château Saint Lager, acquis en 1998 7 de Beaujolais blanc et enfin 5 de Régnié. Deux cépages sont présents : le gamay noir à jus blanc et le chardonnay.

## Galerie

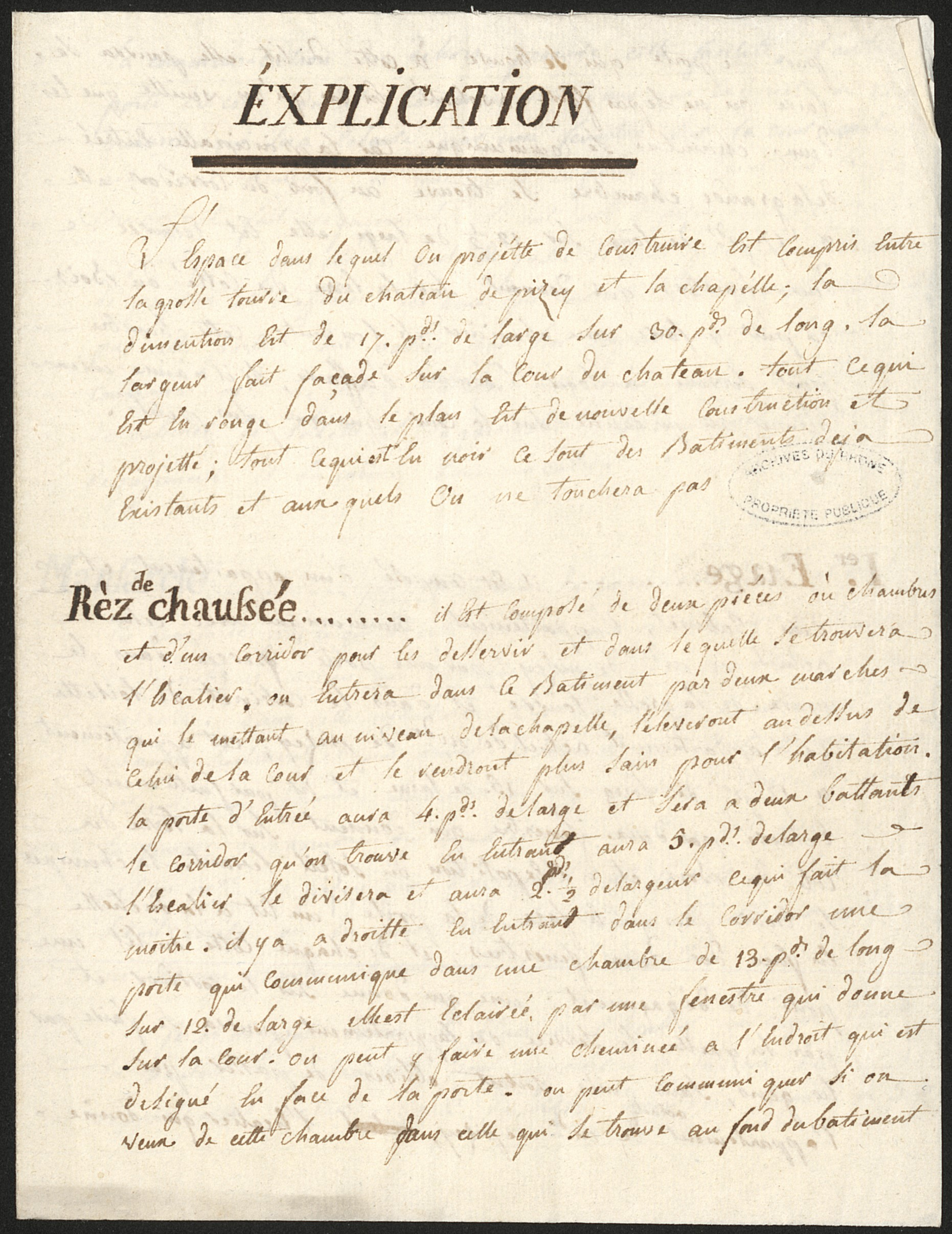
Mémoire sur la construction du château de Pizay
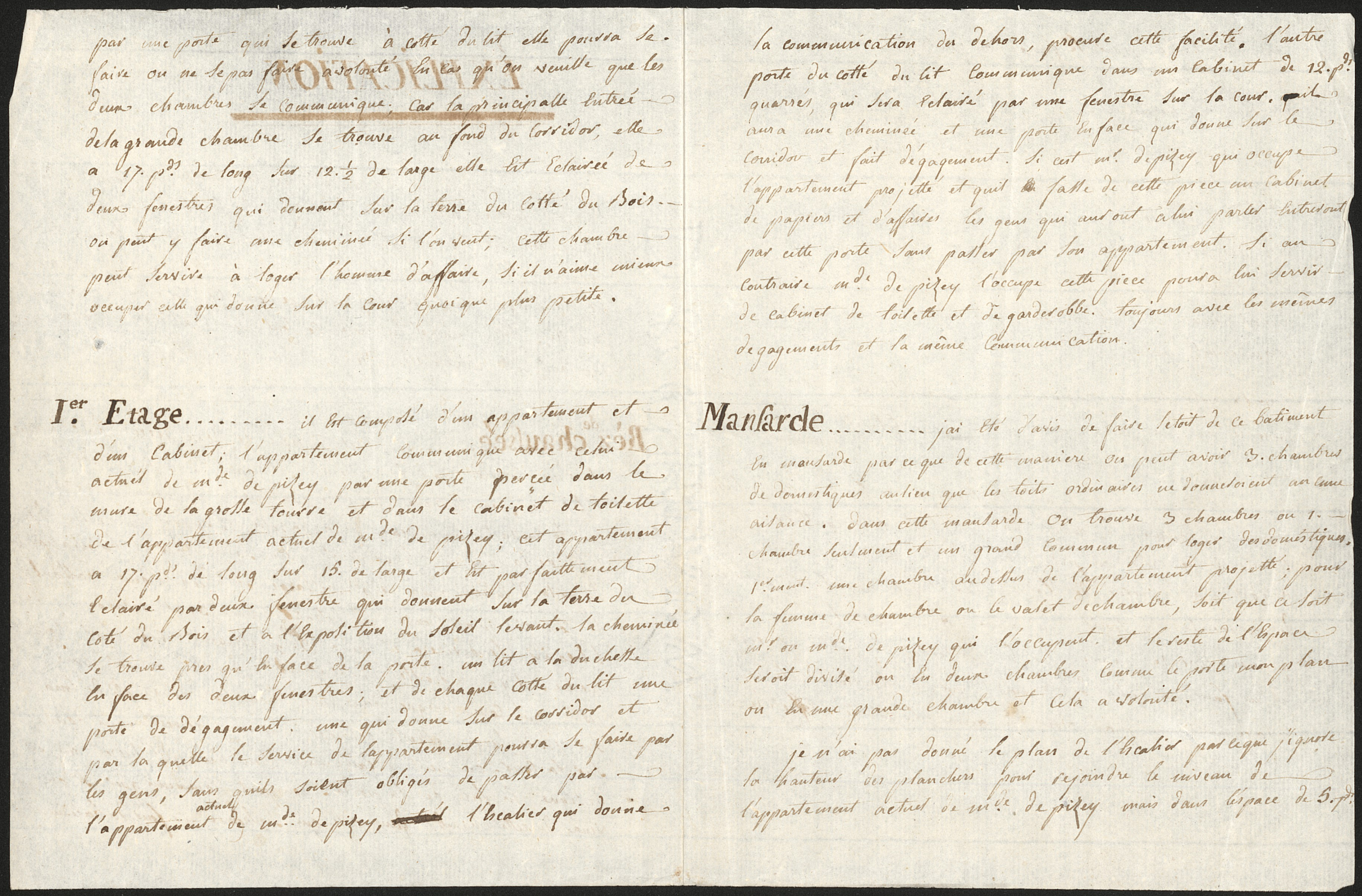